# Aeroportul Takhamalt
Aeroportul Takhamalt (IATA: VVZ, ICAO: DAAP) este un aeroport din Algeria ce deservește zona Illizi.
Situat la o altitudine de 542 m, aeroportul dispune de o singură pistă.